# Mare (Loire)
Die Mare ist ein Fluss in Frankreich, der in der Region Auvergne-Rhône-Alpes verläuft. Sie entspringt am Rande des Regionalen Naturparks Livradois-Forez, an der Gemeindegrenze von Saint-Clément-de-Valorgue und Saint-Jean-Soleymieux. Sie entwässert anfangs in nordwestlicher Richtung, schlägt dann einen Haken Richtung Südost und durchfließt die Landschaft der Monts du Forez. Bei Saint-Marcellin-en-Forez erreicht sie das Loire-Tal, wendet sich nun Richtung Nord und mündet nach rund 47 Kilometern unterhalb von Boisset-lès-Montrond als linker Nebenfluss in die Loire. 
Auf ihrem Weg durchquert die Mare das Département Loire und berührt in ihrem Quellbereich auch das Département Puy-de-Dôme.

## Orte am Fluss
- Gumières
- Soleymieux
- Saint-Marcellin-en-Forez
- Sury-le-Comtal
- L’Hôpital-le-Grand
- Boisset-lès-Montrond